# Henrysanden
Henrysanden är en kulle i Antarktis. Den ligger i Östantarktis. Norge gör anspråk på området. Toppen på Henrysanden är 1 989 meter över havet.
Terrängen runt Henrysanden är huvudsakligen kuperad, men åt nordväst är den platt. Trakten är obefolkad. Det finns inga samhällen i närheten. 